# Cupim-de-formosa
O cupim-de-formosa ou cupim-subterrâneo (nome científico: Coptotermes formosanus) é uma espécie de isóptero (isoptera) transportado para todo o mundo, mas nativo no sul da China e Honcongue Seu nome vernáculo deriva de Taiuã (anteriormente conhecida como Formosa). Foi introduzido no Seri Lanca, África do Sul, Estados Unidos, Israel, Japão, Paquistão e vários estados dos Estados Unidos. Foi classificado em vigésimo oitavo na 100 das espécies exóticas invasoras mais daninhas do mundo.
O cupim-de-formosa é frequentemente apelidado de supercupim por causa de seus hábitos destrutivos devido ao grande tamanho de suas colônias e sua capacidade de consumir madeira em ritmo acelerado. Uma única colônia pode conter vários milhões de indivíduos (em comparação com várias centenas de milhares de cupins para outras espécies de cupins subterrâneos) que forrageiam até 100 metros de solo. Populações desses cupins tornaram-se grandes o suficiente para aparecer nos radares meteorológicos de Nova Orleães.

## Biologia
O cupim-de-formosa é um inseto generalista, colonial e social que constrói colônias acima ou abaixo do solo. Esses cupins têm um sistema de castas, incluindo um rei, rainha, trabalhadores, soldados e cupins alados. As operárias fornecem a comida, os soldados defendem o ninho e os reprodutores criam a colônia. A rainha da colônia tem uma expectativa de vida em torno de 15 anos e é capaz de produzir até dois mil ovos por dia. Os trabalhadores e soldados podem viver de três a cinco anos com proporções de castas em torno de nove trabalhadores por um soldado. Uma colônia é cercada por um extenso sistema de forrageamento que consiste em túneis subterrâneos, com uma colônia madura contendo milhões de cupins. Colônias mais velhas e menos vigorosas continham operárias que tinham uma massa corporal maior do que operárias em colônias mais jovens.

### Nutrição
A dieta do cupim consiste em qualquer coisa que contenha fibra de madeira (casas, prédios, árvores vivas), plantações e plantas. As árvores vivas incluem carvalho, freixo e ciprestes ligados à água. Ataca também plantações de cana-de-açúcar. Como muitos outros cupins, o cupim de Formosa se alimenta de madeira e outros materiais que contêm celulose, como papel e papelão. Algumas colônias de cupim-de-formosa alimentando-se de noz-pecã (Carya illinoensis) e goma-vermelha (Liquidambar styraciflua) produziram significativamente mais progênie do que colônias que se alimentaram de outras espécies de madeira testadas.

### Reprodução e fases do ciclo de vida
Uma única colônia de cupim-de-formosa pode produzir mais de 70 mil cupins alados. Após um breve voo, os alados perdem as asas. As fêmeas imediatamente procuram locais de nidificação, com os machos seguindo logo atrás. Quando o casal encontra uma fenda úmida com materiais de madeira, eles formam a câmara real e colocam cerca de 15 a 30 ovos. Dentro de duas a quatro semanas, os cupins jovens eclodem dos ovos. Os reprodutores alimentam o primeiro grupo de cupins jovens até que os cupins jovens atinjam o terceiro instar. Um a dois meses depois, a rainha põe o segundo lote de ovos. Esses ovos acabarão sendo alimentados por cupins do primeiro lote de ovos. Uma colônia pode atingir números substanciais, causar danos graves e produzir alados dentro de três a cinco anos.

## Como espécie introduzida

### História
O cupim de Formosa adquiriu esse nome porque foi descrito pela primeira vez em Taiuã no início do século XX, mas cupim-de-formosa é provavelmente endêmico a região sul da China. Esta espécie destrutiva foi aparentemente transportada para o Japão antes do século XVII e para o Havaí no final do século XIX.

### Impacto econômico

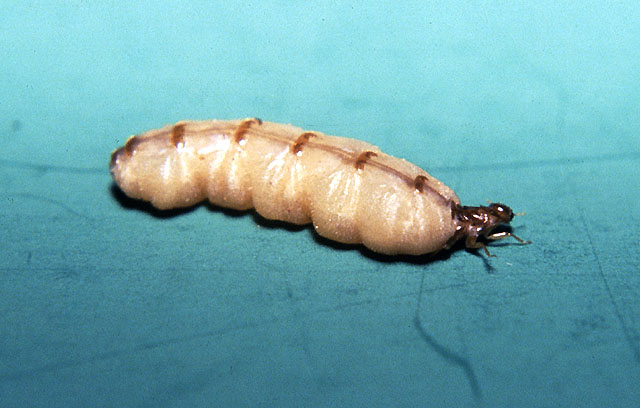
Rainha fértil

O cupim-de-formosa é a praga economicamente mais séria no Havaí, custando aos moradores 100 milhões de dólares por ano. Estruturas históricas no Havaí foram ameaçadas, como o Palácio Iolani em Honolulu. Tem grande impacto na América do Norte, sendo uma das pragas mais destrutivas nos Estados Unidos, com custo estimado de um bilhão de dólares anualmente para tratamento preventivo e corretivo e para reparar danos causados. Em Nova Orleães, acredita-se que 30 a 50% dos quatro mil carvalhos históricos da cidade estejam infestados, com danos totais custando à cidade somando 300 milhões de dólares por ano. Na América do Norte, cria colônias significativamente maiores e, portanto, mais danos do que os cupins nativos, que residem no subsolo e entram em edifícios apenas para se alimentar. É a espécie de cupim mais destrutiva, difícil de controlar e economicamente impactante no sul dos Estados Unidos. O Departamento de Agricultura e Serviços ao Consumidor da Flórida discute o custo médio dos danos causados pelos cupins de Formosa como "na faixa de US $ 10.000 por casa .... podendo ser muito maior ... em alguns casos graves, a casa pode ter que ser demolida e reconstruído." Proteção ao Consumidor da Flórida ÷ Os impactos do aumento do uso de pesticidas para controlar a população de cupins levaram a custos mais altos para os proprietários e efeitos destrutivos sobre o meio ambiente, incluindo a contaminação do abastecimento de água causada pelo escoamento.